# 焼尻めん羊まつり
焼尻めん羊まつり（やぎしりめんようまつり）は、北海道羽幌町焼尻島で行われていためん羊（サフォーク種）などを焼肉にするイベント。

## 概要
焼尻島で1983年から開催。2014年からは島内で飼育されるサフォーク種の提供を目玉とし、生のサフォーク種のラム肉は入手が難しいこともあり、肉を目当てに多くの人が来島する機会となっていた。もっとも、島内で飼育するサフォークの総数は200頭前後と数は少なく、イベントに提供できる頭数は10頭前後にせざるを得ないため、来場者1人あたり1パック（200g程度）の購入制限が存在した。物足りない客には海産物の販売もあった。北海道で一般的なジンギスカン鍋は用いられない。

## 終了
新型コロナウイルスの感染拡大の影響で数年にわたり中止されていたが、2023年（令和5年）8月5日に4年ぶりに開催された。しかし、人手不足等により羽幌町は町営焼尻めん羊牧場を同年8月末で閉鎖とする方針を決定しており、同年の開催をもって終了した。